# Petrihaus

Petrihaus

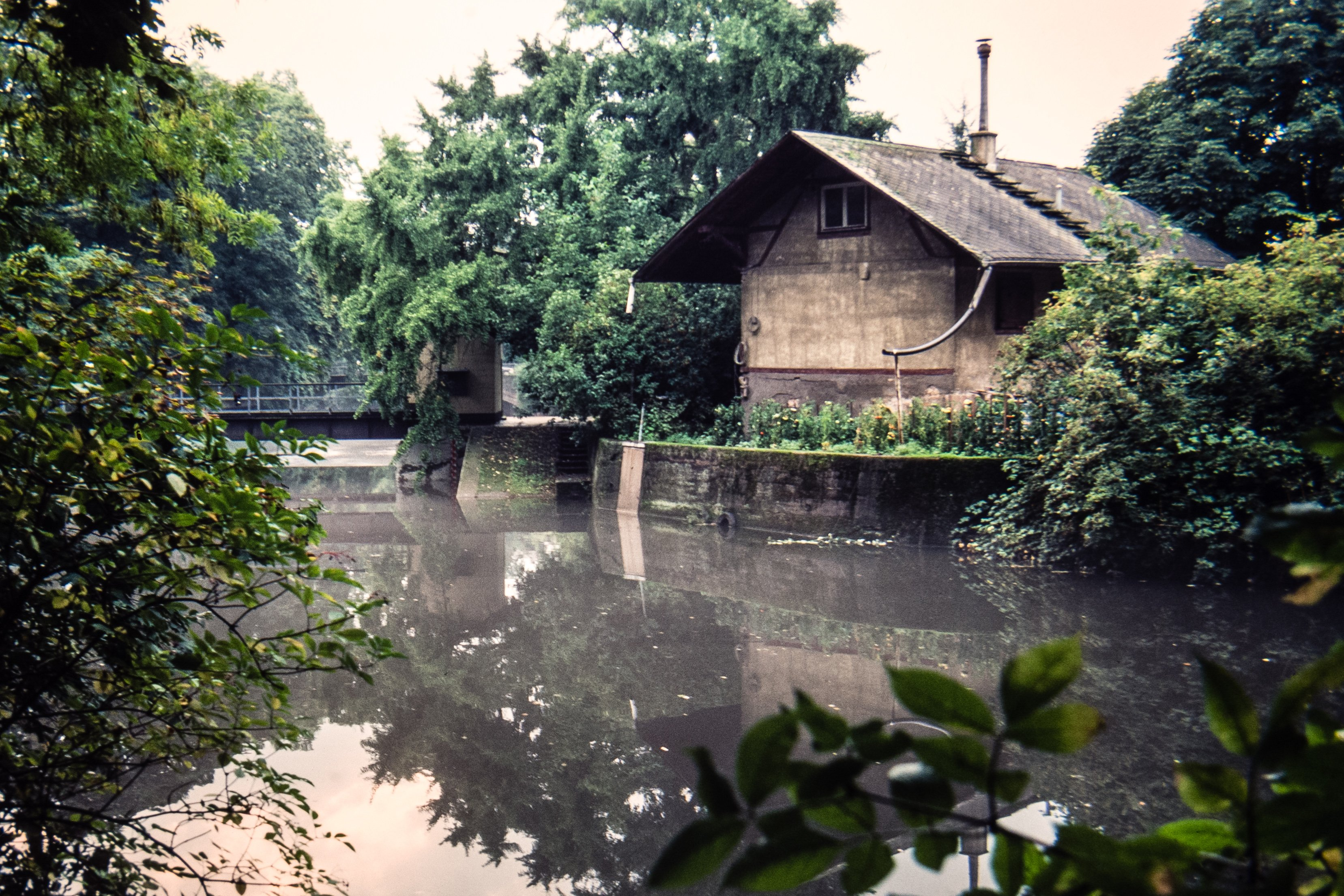
Petrihaus vor der Restaurierung, aufgenommen in den 1980er Jahren.

Das Petrihaus wurde um 1720 als Fachwerkhaus am Ufer der Nidda in Rödelheim errichtet und liegt heute direkt gegenüber dem Brentanopark auf der anderen Seite des Flusses.
1819 erwarb es der Kaufmann und Bankier Georg Brentano von dem Bäckermeister Johannes Petri für 1.150 Gulden und baute es ab 1819 im zeitgenössischen Schweizerhaus-Stil um, wobei es sich hier um ein frühes Beispiel des Baustils handelt. Brentano nutzte das Haus als persönliches Refugium und richtete sich im ersten Stock einen Salon, ein Arbeits- und ein Schlafzimmer ein.
Die Dichterin Bettina von Arnim, eine Tochter von Peter Anton Brentano und seiner Frau Maximiliane, traf sich im Petrihaus mit Freunden und anderen Schriftstellern und Schriftstellerinnen.
Das Petrihaus ist Kulturdenkmal nach dem Hessischen Denkmalschutzgesetz und wurde 2003 vollständig restauriert, eine Arbeit, die 2002 den Hessischen Denkmalschutzpreis  erhielt. Im ersten Stock des Petrihauses ist heute ein Brentano-Museum eingerichtet. Das Erdgeschoss wird für öffentliche und private Veranstaltungen genutzt.
Direkt neben dem Petrihaus steht der Ginkgo in Rödelheim, mit einem Alter von rund 270 Jahren das älteste Exemplar in Deutschland und als Naturdenkmal geschützt. Die Baum-Art Ginkgo biloba stammt aus Asien.